# Hadrocryptus cingulatus
Hadrocryptus cingulatus är en stekelart som först beskrevs av Szepligeti 1916.  Hadrocryptus cingulatus ingår i släktet Hadrocryptus och familjen brokparasitsteklar. Inga underarter finns listade i Catalogue of Life.